# Mariano Martínez (actor)
Mariano Gastón Martínez (Buenos Aires, 5 de diciembre de 1978) es un actor, modelo y productor de televisión argentino. Protagonista de telenovelas reconocidas de la televisión argentina como Son de Fierro, Valientes, Los Únicos, Camino al amor, Esperanza mía y Amar después de amar.

## Carrera
Inició su carrera televisiva a los dieciséis años en la telenovela Por siempre mujercitas. En sus primeros años en este medio también tuvo participación en La nena, De la nuca, Mi familia es un dibujo, R.R.D.T., Gasoleros y tuvo un papel destacado en la telecomedia Campeones de la vida de Pol-ka Producciones junto a Soledad Silveyra y Osvaldo Laport la cual contó con dos temporadas emitidas entre 1999 y 2001. 
Ese mismo año actuó en la telenovela policial 22, el loco.Paralelamente a estos primeros trabajos en televisión debutó en cine con la película El faro de 1998 dirigida por Eduardo Mignogna y comenzó a aparecer en otras películas como Sólo por hoy de 2001 dirigida por Ariel Rotter y también en No sabe, no contesta de 2002 dirigida por Fernando Musa.
Más tarde protagonizó la telecomedia Son amores junto a Miguel Ángel Rodríguez, Millie Stegman y Nicolás Cabré emitida por Canal 13 donde interpretó aMartín Marquesi, un cantante y futbolista del Club Atlético All Boys que le haría ampliamente conocido. Actuó en sus dos temporadas televisivas emitidas entre 2002 y 2003 y en su versión teatral estrenada en septiembre de 2002.
En 2004, protagonizó junto a Dolores Fonzi la miniserie Sangre fría por Telefe y también protagonizó la película Peligrosa obsesión junto a Pablo Echarri y dirigida por Raúl Rodríguez Peila.Al año siguiente volvió a Pol-ka Producciones protagonizando la telecomedia Una familia especial y coprotagonizó junto aAndrea Bonelli el capítulo "Laura E., encubridora" de la serie de televisión Mujeres asesinas.
En 2006, uno de los protagonistas de la tira Alma pirata junto a Luisana Lopilato, Benjamín Rojas y Fabián Mazzei producida por Cris Morena para Telefe pero más tarde se marchó de la serie por la decisión del canal de cambiar el horario de la misma por no poder competir con Sos mi vida de Canal 13. Ese mismo año, volvió a participar en Mujeres asesinas esta vez junto a Manuela Pal con quien protagonizó el capítulo "Soledad, cautiva".
En 2007, trabajó en Son de Fierro para Canal 13 junto a María Valenzuela y Osvaldo Laport donde hizo el papel de Juan Fierro con el que volvió a cobrar notoriedad. Al año siguiente, protagonizó junto a Araceli González, Marcela Kloosterboer y Nacho Gadano la adaptación teatral de la película estadounidense Closer.
Volvió a la televisión en 2009 junto con Luciano Castro y Gonzalo Heredia en la telenovela Valientes de Canal 13 participando también en su versión teatral en Mar del Plata y otras ciudades de Argentina. En 2010 volvió al cine poniendo su voz para la película infantil de animación Plumíferos dirigida por Daniel De Felippo.
En 2011, parte del elenco de la primera temporada de Los Únicos para Canal 13 junto a Nicolás Vázquez, Griselda Siciliani y Nicolás Cabré. Ese mismo año, coprotagonizó la película Güelcom junto a Eugenia Tobal, dirigida por Yago Blanco y apareció en la película satírica Clipeado junto a un amplio elenco dirigida por Gustavo Garzón.
En 2012, protagonizó y produjo la versión argentina de la serie peruana Mi problema con las mujeres donde compartió pantalla con la actriz colombiana Ana María Orozco. También protagonizó la película La pelea de mi vida junto a Federico Amador y Lali Espósito dirigida por Jorge Nisco.
En 2014, uno de los coprotagonistas de Camino al amor por Telefe junto a Sebastián Estevanez, Juan Darthés entre otros.
En 2015, protagonizó la telenovela Esperanza mía por Canal 13 interpretando al sacerdote Tomás Ortiz quien se enamora de la novicia Julia Albarracín personificada por Lali Espósito.De esta telenovela derivó una versión teatral en el Teatro Ópera. Por su actuación, recibió el Premio Nickelodeon Kids' Choice Awards Argentina al Actor Favorito.
En 2016, filmó la telenovela Amar después de amar junto a Federico Amador, Isabel Macedo y Eleonora Wexler emitida en 2017 por Telefe.
En agosto de 2018 estrenó la obra teatral Mentiras inteligentes junto a Florencia Torrente, Arnaldo André y Betiana Blum.Dicha obra de teatro tuvo una segunda temporada a principios de 2019.
En 2020, formó parte del elenco de Separadas de Canal 13 junto a Celeste Cid, Agustina Cherri, Marcela Kloosterboer entre otros la cual duró dos meses ya que tuvo que ser cancelada debido a la Pandemia de COVID-19 quedando inconclusa.

## Vida personal
Nació en el barrio porteño de La Boca, luego vivió en el barrio de Villa Soldati, y más tarde se mudó a la ciudad de Avellaneda, en el Gran Buenos Aires.
De 2012 hasta 2015 estuvo casado con la modelo Juliana Giambroni, con quien tuvo dos hijos: Olivia, nacida en 2009, y Milo, nacido en 2013.
Desde 2016 hasta 2020, estuvo en pareja con la modelo Camila Cavallo, con la cual tiene una hija llamada Alma, nacida en 2017.

## Filmografía

### Cine
| Año  | Título                | Papel                                 | Dirección                |
| ---- | --------------------- | ------------------------------------- | ------------------------ |
| 1998 | El faro               | Javier                                | Eduardo Mignogna         |
| 2001 | Sólo por hoy          | Equis                                 | Ariel Rotter             |
| 2002 | No sabe, no contesta  | Joaquín                               | Fernando Musa            |
| 2004 | Peligrosa obsesión    | Tony Corsini                          | Raúl Rodríguez Peila     |
| 2006 | Hillside Cannibals    | Caníbal                               | Leigh Scott              |
| 2009 | El destino del Lukong | Él mismo                              | Luca Abys                |
| 2010 | Plumíferos            | Juan (voz)                            | Daniel De Felippo        |
| 2011 | Güelcom               | Leo Mancuso                           | Yago Blanco              |
| 2011 | Stealing Summers      | Novio                                 | David Martin Porras      |
| 2012 | La pelea de mi vida   | Alejandro «Álex, el Príncipe» Ferraro | Jorge Nisco              |
| 2021 | Sola                  | Feliciano                             | José Cicala              |
| 2022 | Yo, traidor           | Máximo Ferradas                       | Rodrigo Fernández Engler |
| 2023 | Humo bajo el agua     | Julián                                | Julio Midú y Fabio Junco |

### Televisión
| Año       | Título                      | Papel                          | Notas                                       |
| --------- | --------------------------- | ------------------------------ | ------------------------------------------- |
| 1995-1996 | Por siempre mujercitas      | Toni                           |                                             |
| 1996-1997 | La nena                     | Alejandro «Álex» Robles        |                                             |
| 1997      | De la nuca                  | Gabriel                        |                                             |
| 1997      | Mi familia es un dibujo     | Mariano                        |                                             |
| 1997-1998 | R.R.D.T.                    | Miguel Rojas                   |                                             |
| 1998      | Gasoleros                   | Diego Lázaro                   |                                             |
| 1999-2001 | Campeones de la vida        | Valentín D'Alessandro          |                                             |
| 2001      | 22, el loco                 | Alejandro Pereira              |                                             |
| 2002-2004 | Son amores                  | Martín Marquesi                |                                             |
| 2004      | Sangre fría                 | Matías Velasco                 |                                             |
| 2004      | Los Roldán                  | Él mismo                       | Cameo                                       |
| 2005      | Una familia especial        | Santiago Molina                |                                             |
| 2005      | Mujeres asesinas            | Máximo «Maxi»                  | Episodio: «Laura E., encubridora»           |
| 2006      | Alma pirata                 | Benicio De Marco               |                                             |
| 2006      | Mujeres asesinas            | Miguel                         | Episodio: «Soledad, cautiva»                |
| 2007-2008 | Son de Fierro               | Juan Fierro                    |                                             |
| 2008      | Todos contra Juan           | Él mismo                       | Episodio: «Juan regresa»                    |
| 2009-2010 | Valientes                   | Segundo Sosa / Segundo Morales |                                             |
| 2011      | Los Únicos                  | Diego Grouvier                 |                                             |
| 2012      | Mi problema con las mujeres | José Salinas                   | También como productor                      |
| 2013      | Una vida posible            | Pablo                          | Especial de la Fundación Huésped            |
| 2014      | Camino al amor              | Victorio «Vitto» Colucci       |                                             |
| 2015-2016 | Esperanza mía               | Padre Tomás Ortiz              |                                             |
| 2017      | Amar después de amar        | Santiago Alvarado              |                                             |
| 2018      | Primera cita                | Conductor                      |                                             |
| 2020      | Separadas                   | Diego Pereyra / Joaquín Osorio |                                             |
| 2022      | Dos 20                      | Joaco                          | Episodio: «No preguntes si no querés saber» |
| 2025      | Nieve roja                  | Bruno                          |                                             |

## Teatro
| Año           | Título                | Papel             | Lugar                        |
| ------------- | --------------------- | ----------------- | ---------------------------- |
| 2002          | Son amores            | Martín Marquesi   | Teatro Ópera                 |
| 2008          | Closer                | Dan               | Teatro Liceo                 |
| 2009-2010     | Valientes             | Segundo Sosa      | Teatro América               |
| 2015          | Esperanza mía         | Padre Tomás Ortíz | Teatro Ópera / Luna Park     |
| 2018-2019     | Mentiras inteligentes | Willy             | Teatro Astros                |
| 2023-presente | Tom, Dick y Harry     | Tom               | Multiteatro / Teatro América |

## Discografía
Además de su carrera como actor, grabó un CD titulado Martín "Rey Sol" Marquesi interpretando las canciones de su personaje Martín Marquesi de la telenovela Son amores.

## Premios y nominaciones
| Premio                       | Año  | Categoría                                  | Trabajo nominado  | Resultado | Ref.   |
| ---------------------------- | ---- | ------------------------------------------ | ----------------- | --------- | ------ |
| Kids Choice Awards Argentina | 2015 | Actor favorito                             | Esperanza mía     | Ganador   | [ 1 ]  |
| Premios Estrella de Mar      | 2025 | Mejor actor de comedia                     | Tom, Dick y Harry | Nominado  | [ 18 ] |
| Premios Martín Fierro        | 2002 | Mejor actor protagonista de comedia        | Son amores        | Nominado  | [ 19 ] |
| Premios Martín Fierro        | 2015 | Mejor actor protagonista de ficción diaria | Esperanza mía     | Nominado  | [ 20 ] |